# Feldmochinger Anger

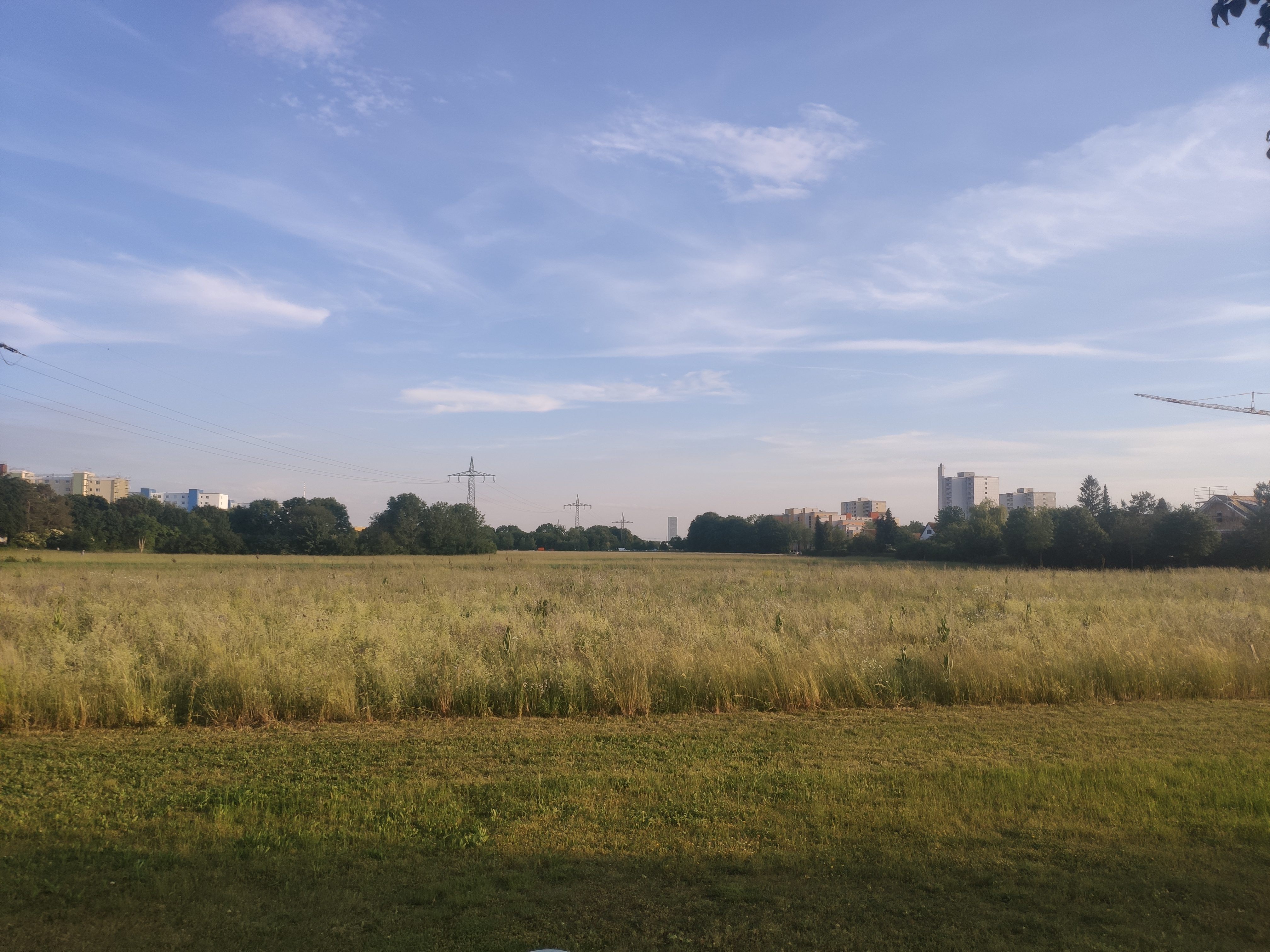
Blick von der Dülferstraße nach Süden auf den Nordteil Feldmochinger Anger

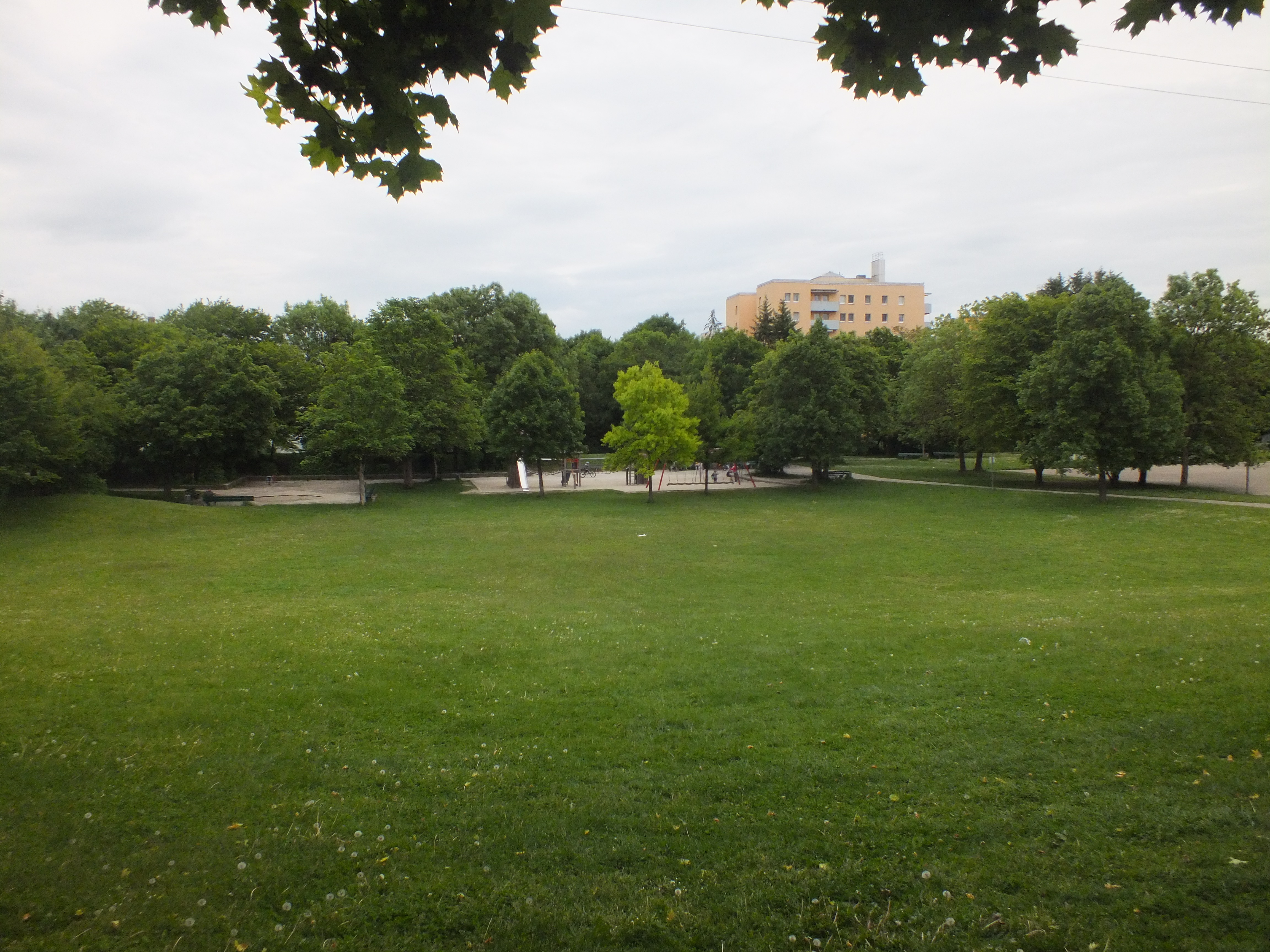
Feldmochinger Anger (Südteil)

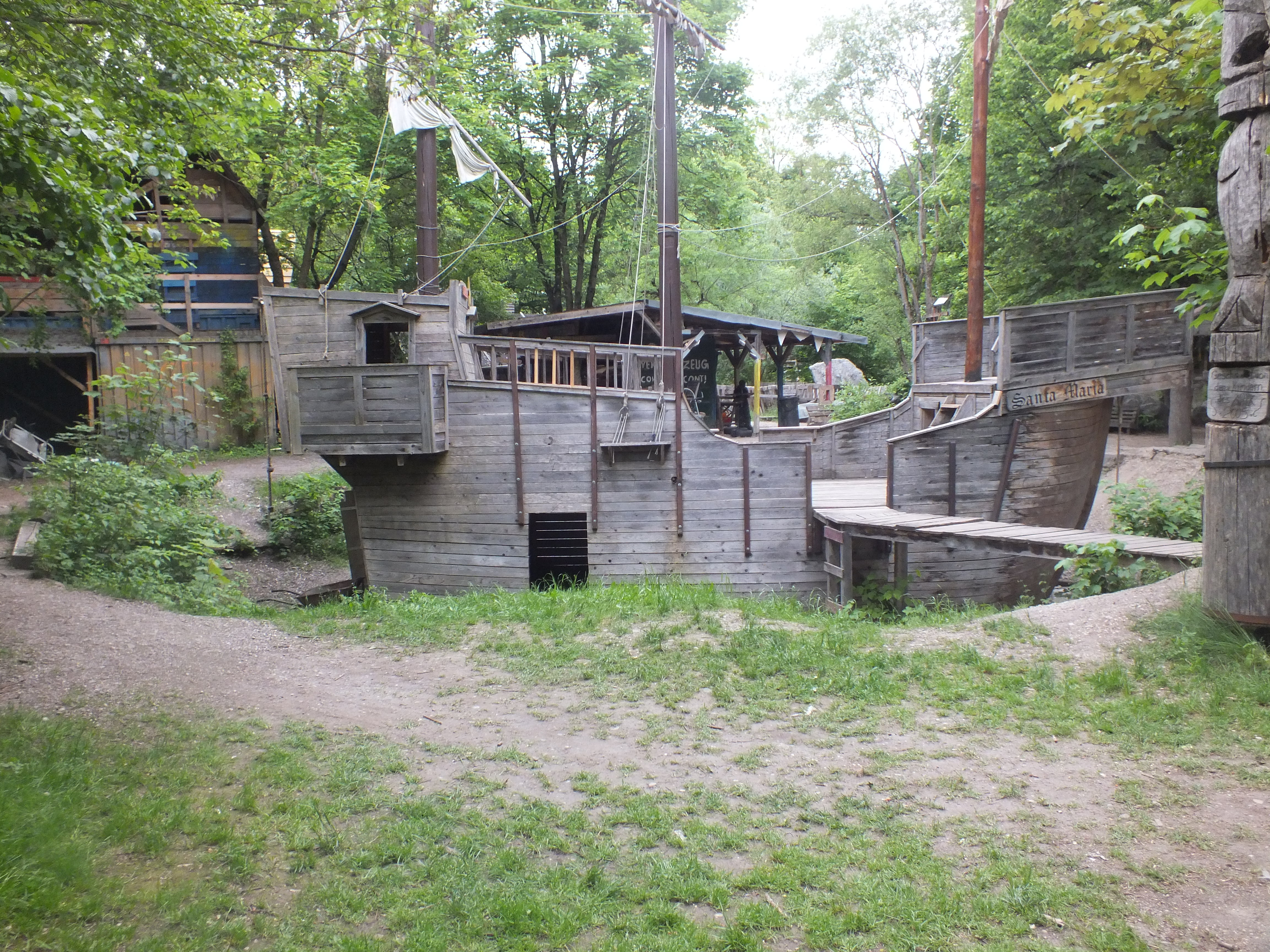
Abenteuerspielplatz

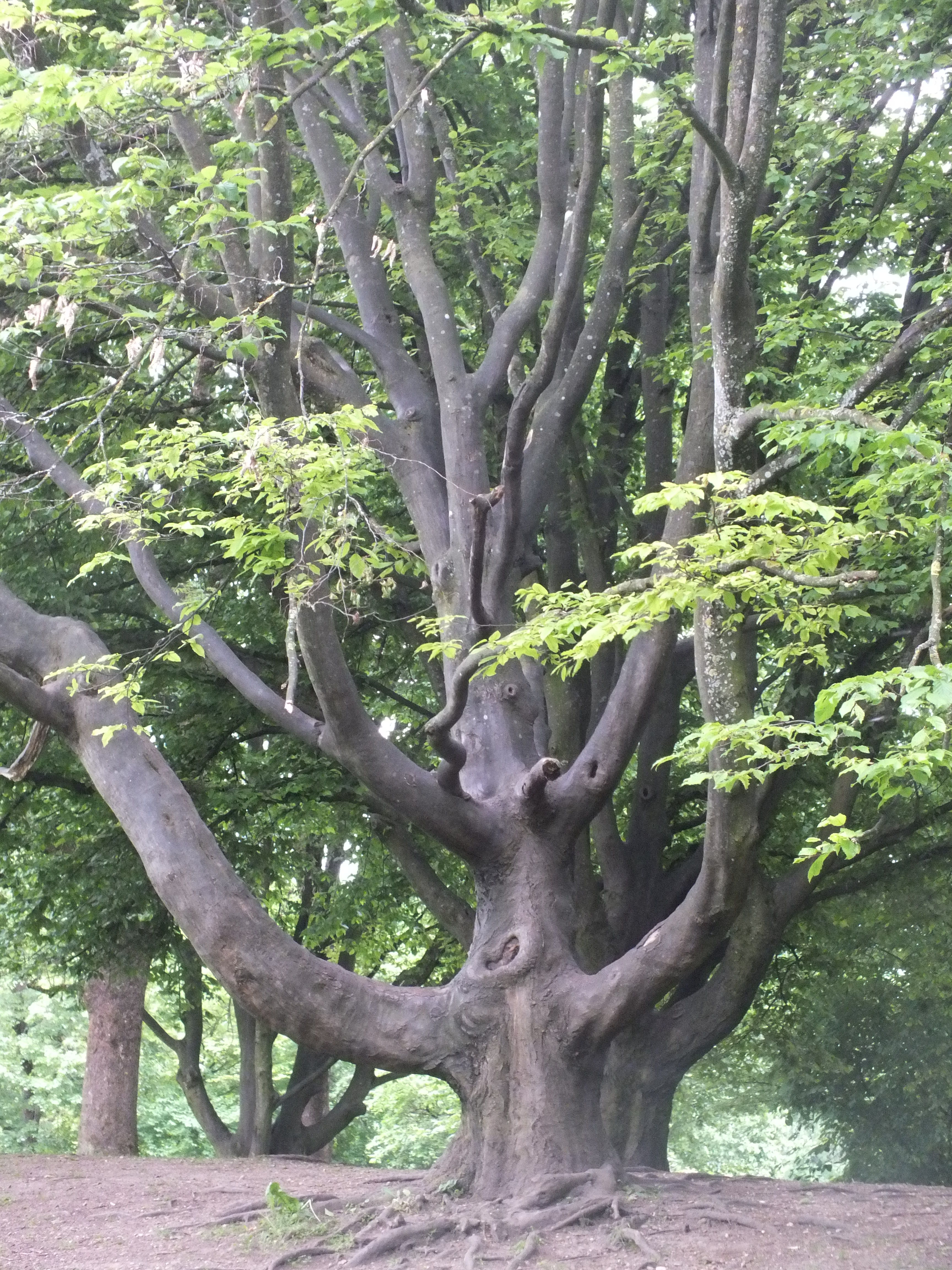
Baumriese

Der Feldmochinger Anger ist ein 113 Hektar großer Grünzug im Norden des Münchner Stadtbezirks Feldmoching-Hasenbergl. Er liegt zwischen Feldmoching und Hasenbergl und zieht sich auf gut zwei Kilometern Länge im Süden von der Gundermanstraße am Rande der Lerchenau nach Norden hoch bis zur A 99.
Er wird von der Weitl- und Dülferstraße durchschnitten.
Die Stammstrecke 2 der U-Bahn München unterquert ihn auf Höhe Dülferstraße und von Norden nach Süden führt eine Hochspannungsleitung für Bahnstrom.

## Beschreibung
Der Grünzug hat einen Einzugsbereich von 28.000 Einwohnern.
Die Stadt München möchte die zum Teil noch in Privateigentum befindlichen Flächen komplett erwerben und so den Ausbau zu einem neuen Stadtteilpark ermöglichen.
Der Freizeitpark Feldmochinger Anger wurde 1965 von der Stadt München errichtet. Zentral in ihm befindet sich heute der Abenteuerspielplatz Hasenbergl. Im Mai 2023 wurde ein Landwirtschaftslehrpfad in der geplanten Parkmeile Feldmochinger Anger enthüllt.
Der Feldmochinger Anger ist ein Ort der Kulturgeschichtspfade in München.